# Jazłowiec II (gmina)
Jazłowiec II – dawna gmina wiejska w powiecie buczackim województwa tarnopolskiego II Rzeczypospolitej. Siedzibą gminy był Jazłowiec, który stanowił odrębną gminę Jazłowiec I.
Gminę utworzono 1 sierpnia 1934 r. w ramach reformy na podstawie ustawy scaleniowej z dotychczasowych gmin wiejskich: Beremiany, Browary, Duliby, Nowosiółka Jazłowiecka, Przedmieście, Zaleszczyki Małe i Żnibrody.
Od września 1939 do lipca 1941 gmina znajdowała się pod okupacją ZSRR, a 1 sierpnia 1941 weszła w skład Generalnego Gubernatorstwa i nowo utworzonego dystryktu Galicja, gdzie jednocześnie została zniesiona przez włączenie do nowo utworzonej gminy Jazłowiec w powiecie czortkowskim (Kreishauptmannschaft Czortków).
Po II wojnie światowej obszar dawnej gminy znalazł się w ZSRR.